# 991
991 (CMXCI) fue un año común comenzado en jueves del calendario juliano, en vigor en aquella fecha.

## Acontecimientos
- Bakjur intenta capturar la ciudad de Alepo, pero es derrotado, capturado y ejecutado por el emir hamdanida Sa'd al-Dawla, con ayuda del imperio bizantino.
- 5 de abril: en Damasco se registra un fuerte terremoto y un tsunami que dejan miles de muertos.
- 11 de agosto: Batalla de Maldon - Los anglosajones son derrotados por los invasores vikingos liderados por Olaf Tryggvason (futuro rey Olaf I de Noruega).
- Svend I de Dinamarca recupera el trono.
- El  Monte Vesubio  erupta con el primer flujo de lava registrado

## Nacimientos
- Guido D'Arezzo (o 992).
- Airlangga, rajá de Kahuripan (Java).
- Conde Poncio de Tolosa.

## Fallecimientos
- Gausfredo I.
- Emperador En'yū de Japón.
- Taira no Kanemori, poeta y noble japonés.
- Ōnakatomi no Yoshinobu, poeta y noble japonés.
- Pan Mei, general y estadista chino de la dinastía Song.
- 15 de junio - Teófano Skleraina, princesa bizantina.